# 卡塔琳娜·碧瓦德
卡塔琳娜·碧瓦德（瑞典語：Katarina Bivald），1983年6月28日出生，是一位瑞典作家。碧瓦德于2013年凭借《偷心书店》（Läsarna i Broken Wheel rekommenderar）一书出道。该书成为国际畅销书，到2016年已在超过26个国家出版。

## 作品

### 非虚构类作品
- 《地方合作——一部关系剧：关于协会和市政当局围绕儿童和青少年课余时间的本地合作》 （2016）

### 小说
- 《偷心书店》（2013）
- 《生活、摩托车与其他不可能的项目》（2015）
- 《终有一天我将抛下这一切》（2018）

#### 贝里特·加德纳侦探小说系列 (Berit Gardner-deckare)
- 《大迪德林谋杀案》（2022）
- 《书堡酒店命案》（2023）
- 《塔尔霍尔姆岛浮尸》（2024）